# W. Richard Stevens
Pour les articles homonymes, voir Stevens.
W. Richard Stevens, né le 5 février 1951 en Rhodésie du Nord et mort le 1er septembre 1999, est un informaticien américain, spécialisé en Unix et en protocole TCP IP.

## Ouvrages
- 1990 : UNIX Network Programming -  (ISBN 0-13-949876-1)
- 1992 : Advanced Programming in the UNIX Environment  -  (ISBN 0-201-56317-7)
- 1994 : TCP/IP Illustrated, Volume 1: The Protocols -  (ISBN 0-201-63346-9)
- 1995 : TCP/IP Illustrated, Volume 2: The Implementation (avec Gary R. Wright) -  (ISBN 0-201-63354-X)
- 1996 : TCP/IP Illustrated, Volume 3: TCP for Transactions, HTTP, NNTP, and the UNIX Domain Protocols -  (ISBN 0-201-63495-3)
- 1998 : UNIX Network Programming, Volume 1, Second Edition: Networking APIs: Sockets and XTI -  (ISBN 0-13-490012-X)
- 1999 : UNIX Network Programming, Volume 2, Second Edition: Interprocess Communications -  (ISBN 0-13-081081-9)
- 2003 : UNIX Network Programming Volume 1, Third Edition: The Sockets Networking API -  (ISBN 0-13-141155-1) (avec Bill Fenner, et Andrew M. Rudoff)
- 2005 : Advanced Programming in the UNIX Environment, Second Edition -  (ISBN 0-321-52594-9) (avec Stephen A. Rago)
- 2011 : TCP/IP Illustrated, Volume 1: The Protocols (2nd Edition) -  (ISBN 0-321-33631-3) (avec Kevin R. Fall)
- 2013 : Advanced Programming in the UNIX Environment, Third Edition -  (ISBN 0-321-63773-9) (avec Stephen A. Rago)